# أنيتا كونز
أنيتا كونز هي فنانة كندية، ولدت في 1956.